# Etodolac
L'etodolac è una molecola appartenente alla classe dei farmaci antinfiammatori non steroidei (FANS). Il farmaco è dotato di proprietà di tipo analgesico, antinfiammatorio e antipiretico. Il farmaco viene utilizzato per ridurre il dolore e la flogosi nelle malattie artritiche. In Italia etodolac era venduto dalla società farmaceutica Wyeth Lederle, una controllata di Pfizer, con il nome commerciale di Lodine, nella forma farmaceutica di confetti da 300 mg. Il farmaco è attualmente fuori commercio.

## Farmacodinamica
Il meccanismo d'azione di etodolac è sostanzialmente da imputare alla inibizione della biosintesi delle prostaglandine, secondaria alla inibizione da parte del farmaco dell'enzima prostaglandina-endoperossido sintasi conosciuta anche come ciclossigenasi. Si impedisce così la produzione di mediatori dell'infiammazione (e del dolore) come le prostacicline e le prostaglandine.
L'inibizione determinata dal farmaco è tendenzialmente specifica e perciò rivolta verso la ciclossigenasi 2, (COX-2), ma in parte coinvolge anche la ciclossigenasi 1, (COX-1).

## Farmacocinetica
Dopo somministrazione per via orale etodolac è ben assorbito dal tratto gastrointestinale. La concentrazione plasmatica massima (Cmax) viene raggiunta entro 1 ora dalla assunzione. Il farmaco si lega alle proteine plasmatiche in misura superiore al 99%. L'emivita di eliminazione è di circa 7 ore. Nel plasma etodolac viene rinvenuto come tale e in forma glucuronata. L'eliminazione del farmaco avviene principalmente per via urinaria, per il 75% circa, e per via fecale per un restante 20%. Non sono state evidenziate differenze significative nella farmacocinetica in soggetti anziani, oppure in soggetti con insufficienza renale o epatica.

## Usi clinici
Il farmaco viene impiegato nel trattamento sintomatico del dolore, da lieve a moderato, in particolar modo per ridurre la flogosi in diversi processi infiammatori muscolo-articolari. In particolare viene utilizzato nella terapia della artrite reumatoide, osteoartrite, artropatie ed osteoartrosi, spondilite anchilosante.
Trova anche indicazione nel trattamento del dolore post-operatorio.

## Effetti collaterali e indesiderati

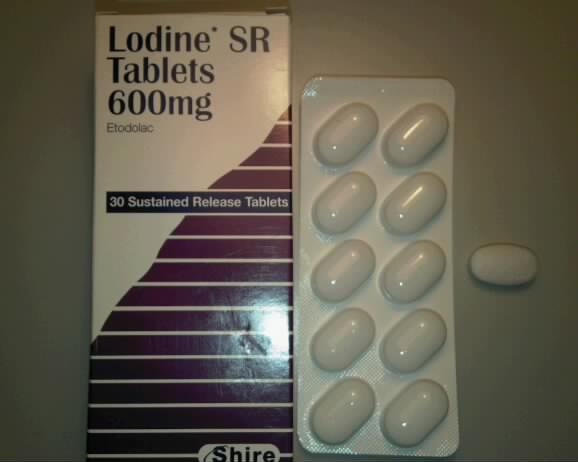
Confezione, blister e compresse di etodolac 600mg, commercializzato all'estero

In corso di trattamento con etodolac effetti avversi più spesso registrati sono di natura gastrointestinale: dispepsia, nausea, vomito, costipazione o diarrea, epigastralgia, flatulenza, dolore addominale. Sono stati inoltre segnalati malessere aspecifico, affaticamento, emicrania, sonnolenza o insonnia, nervosismo, ansietà, depressione, tinnito, rash cutaneo, prurito.

## Controindicazioni
Il farmaco è controindicato in soggetti con ipersensibilità nota al principio attivo oppure a uno qualsiasi degli eccipienti. È inoltre controindicato in soggetti con anamnesi di ulcera peptica attiva oppure di emorragia e perforazione intestinale dopo assunzione di FANS, e nei soggetti con grave insufficienza epatica o renale. Se ne sconsiglia l'uso sotto i 15 anni di età in quanto non è stata determinata la sicurezza e l'efficacia di etodolac nell'età pediatrica. Deve esserne evitato l'utilizzo anche da parte delle donne che si trovano nell'ultimo trimestre di gravidanza e nelle donne che allattano al seno.

## Dosi terapeutiche
Nei soggetti adulti il dosaggio iniziale consigliato è di 300 mg, due volte al giorno. La dose complessiva giornaliera non deve oltrepassare i 1200 mg. Come per altri FANS gli effetti avversi sono minimizzati con il ricorso alla più bassa dose efficace e per la durata di trattamento, che occorre per controllare i sintomi, più breve possibile.

## Sovradosaggio
In caso di assunzione accidentale o volontaria di dosi eccessive di etodolac è necessario provvedere quanto prima alle normali misure di supporto, inclusa una adeguata idratazione, alla lavanda gastrica e alla somministrazione di carbone attivato. È necessario monitorare le funzioni vitali del paziente e l'elettrocardiogramma. Non esiste un antidoto specifico.